# Sei giorni della canzone
La Sei giorni della canzone è stata una manifestazione musicale italiana che si svolgeva nella città di Milano; il sottotitolo era Cento canzoni per cento cantanti.

## Storia della manifestazione
Il festival Sei giorni della canzone venne organizzato su iniziativa del quotidiano milanese Corriere Lombardo ed abbinato alla competizione ciclistica Sei giorni.
Organizzata con un centinaio di cantanti che si esibivano durante sei giornate, la Sei giorni della canzone lanciò, nei suoi tre anni di esistenza, cantanti come Gino Paoli, Umberto Bindi Tony Renis e Mina, lanciando canzoni come Non arrossire, Il nostro concerto (che nel 1960 si classificò al terzo posto), Tintarella di luna, Grazie e Tenerezza.
Lo spettacolo, presentato da molti presentatori tra cui Corrado, Febo Conti e Lucio Flauto, si teneva al Teatro Smeraldo (la prima edizione) e al Teatro Lirico di Milano.
Dopo l'edizione del 1961 per alcuni anni la manifestazione non si tenne più; vi fu una quarta edizione nel 1968, in piena era beat, ma con meno riscontro da parte del pubblico e dei media (anche per via della partecipazione di molti cantanti sconosciuti o debuttanti), e rimase un episodio isolato.

## Vincitori
- 1958 (I edizione): Wera Nepy con Chiamami autunno
- 1960 (II edizione): Tony Renis con Tenerezza
- 1961 (III edizione): Renata Mauro con Non piove sui baci
- 1968 (IV edizione): Paola Folzini

## Principali partecipanti

### IV edizione
Presenta Luciano Minghetti, coadiuvato da Ugo Frisoli
- I Giganti
- I Dik Dik
- Equipe 84
- Fausto Leali
- Gian Pieretti
- I Ribelli
- The Juniors con Ragazzo d'argilla
- Mariolino Barberis con Agnese
- I Camaleonti
- Rocky Roberts
- Gli Snakes
- Silva Grissi con Vorrei
- I Giusti